# 一場真澄
一場 真澄（いちば ますみ、1968年〈昭和43年〉1月20日 - ）は、日本の施術家。元日本代表女子ソフトボール投手（右投右打）。群馬県出身。
トップアスリートの経験を活かしアスリートへの施術をライフワークとしている。
現日本テーブルフットボール協会代表選手、アンバサダー。

## 経歴
群馬・坂上中学校時代に全国大会出場。
栃木・足利学園時代に2年連続でインターハイ出場。
1985年、世界ジュニア選手権で2位。
1986年、太陽誘電入社。日本リーグ1部に参入したばかりの太陽誘電の3年連続優勝（1987年-1989年）に貢献。
1987年、最優秀殊勲選手賞。1988、89年に最優秀投手賞・ベストナイン賞を獲得。
1986年、90年、94年に3大会連続で日本代表として世界選手権に出場。
1990年、94年にアジア大会に出場し、銀メダルを獲得。

## 詳細情報

### 日本リーグ個人表彰
- 最優秀殊勲選手賞（1987年）
- 最優秀投手賞・ベストナイン賞（1988年、1989年）

### 代表歴
- 世界選手権（1986年、1990年、1994年）
- アジア大会（1990年、1994年）